# Inside Macintosh
Inside Macintosh è una serie di guide per lo sviluppo software pubblicate da Apple Inc, comprende la documentazione API e dell'architettura dei computer Macintosh.
La prima documentazione originale per il Macintosh 1984 era disponibile solo in fascicoli fotocopiati che potevano essere ottenuti solo da Apple Inc. Una versione impaginata di Inside Macintosh fu anche disponibile, e consisteva in 1000 pagine. Ne fu spedita una copia promozionale agli sviluppatori.